# Priay
Priay ist eine französische Gemeinde mit 1803 Einwohnern (Stand 1. Januar 2022) im Département Ain in der Region Auvergne-Rhône-Alpes. Sie gehört zum Kanton Pont-d’Ain im Arrondissement Nantua.

## Geographie

### Lage
Priay liegt auf 232 m, etwa 23 Kilometer südsüdöstlich der Präfektur Bourg-en-Bresse, 44 Kilometer nordöstlich von Lyon und 49 Kilometer südöstlich der Stadt Mâcon (Luftlinie). Das Dorf erstreckt sich am Ufer des Ain am Ostrand der Landschaft und historischen Provinz Dombes. Nachbargemeinden von Priay sind Varambon im Norden, Ambronay im Osten, Château-Gaillard im Süden sowie Villette-sur-Ain im Westen.

### Topographie
Die Fläche des 15,77 km² großen Gemeindegebiets umfasst einen Abschnitt des unteren Ain-Tals und den sich östlich davon anschließenden Anstieg auf die rund 100 m höher gelegene Ebene der Dombes. Der Talgrund ist im Bereich von Priay von einem fast ein Kilometer breiten Auwald geprägt, der in seiner gesamten Breite noch zum Gemeindeareal zählt. Bis auf einen Campingplatz ist diese Niederung nicht bebaut. Das Siedlungsgebiet von Priay beginnt erst einige Meter oberhalb und erklimmt im Norden einen Hangabsatz über dem Ain. Mehrere kleine Bäche entwässern den Gemeindeboden zum Ain und im Norden zum Suran hin. Der Nordosten der Gemeinde wird von dem Waldstück Bois de Priay eingenommen, in dem die Gemeinde mit 342 m ihren höchsten Punkt erreicht. Neben Wäldern (38 %) machen Wiesen und sonstige landwirtschaftliche Flächen (33 %) einen großen Landanteil aus.

### Gemeindegliederung

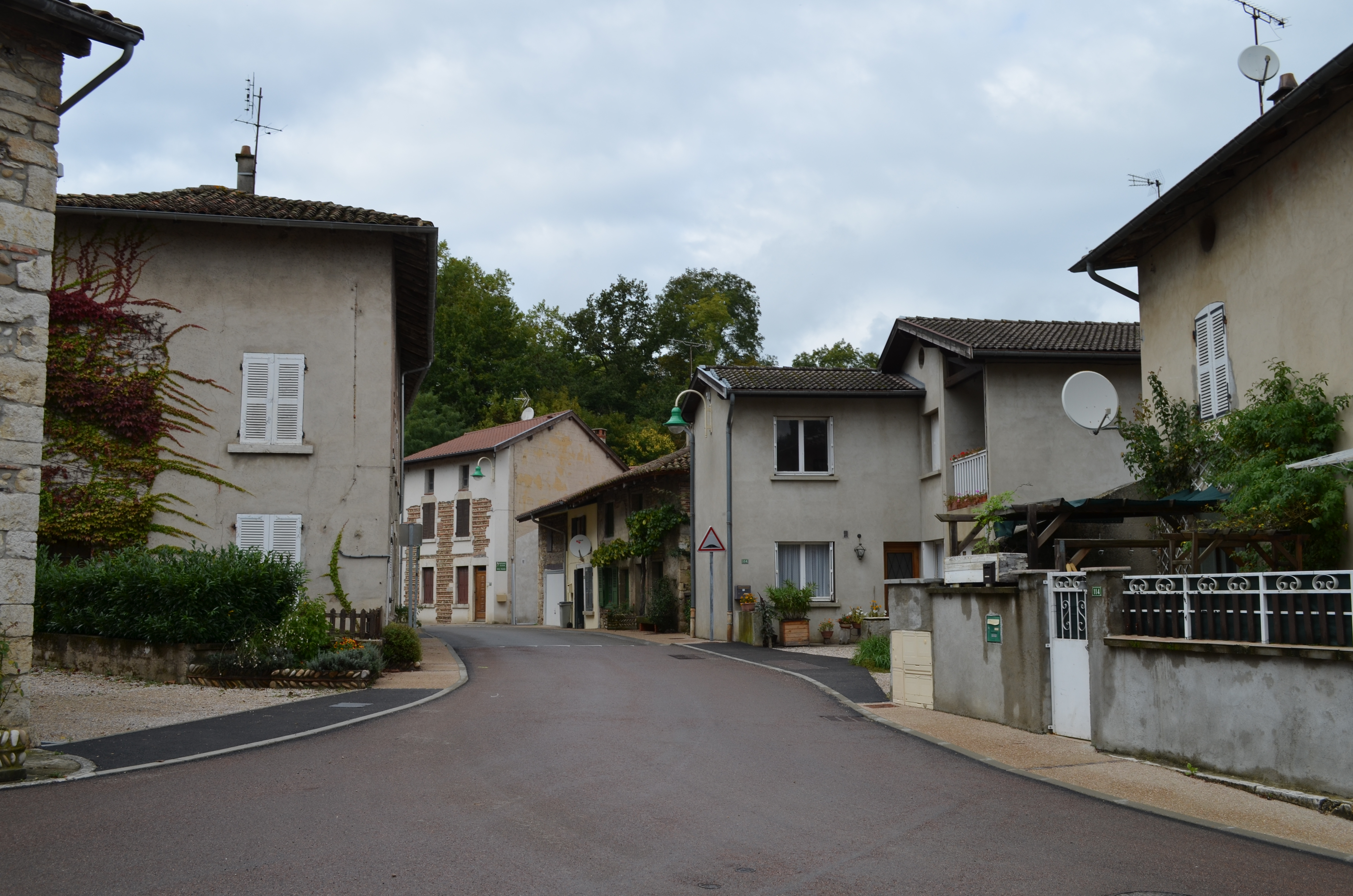
Straßenzug in Priay

Zu Priay gehören neben dem alten Dorfkern weitere Ortsteile, in denen in den letzten Jahren vermehrt Einfamilienhäuser gebaut wurden:
- Les Blanchères (300 m) am Nordwestrand des Bois de Priay
- Les Carronnières (306 m) auf einem Hangabsatz oberhalb des Ain
- Bellegarde (271 m) auf einem Hangabsatz oberhalb des Ain
- Les Champagnes (233 m) auf dem Talboden südlich des Dorfes

## Geschichte

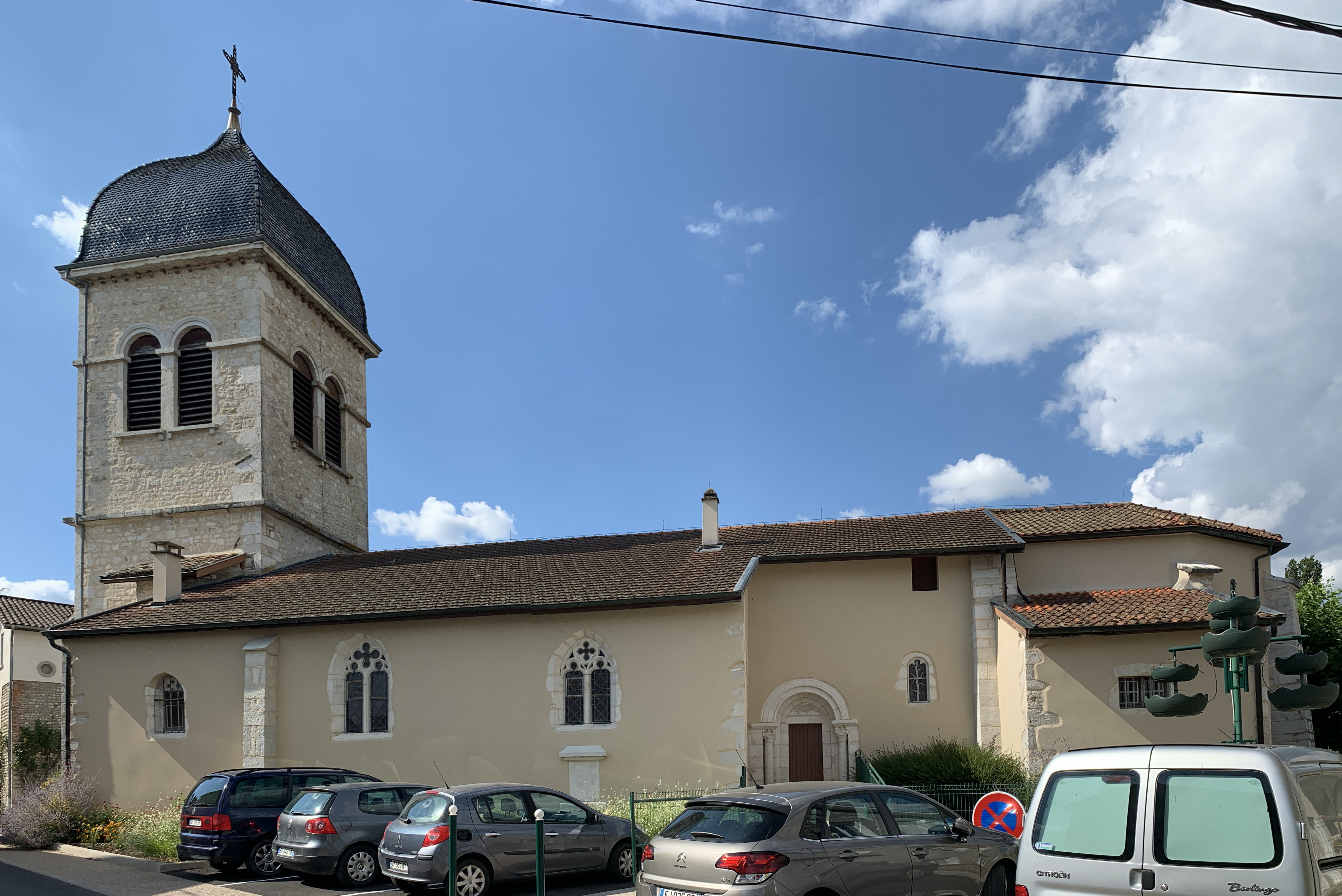
Kirche Saint-Pierre in Priay

Im Mittelalter wurde Priay erstmals um 1250 als Pfarrei erwähnt (Ecclesia de Prioi). Ursprünglich unter der Oberhoheit der Herren von Coligny gelangten die Ländereien von Priay im 13. Jahrhundert in den Besitz der in Varambon residierenden Familie La Palud. Im Jahr 1576 wurde Priay in das Marquisat von Varambon eingegliedert. Zwanzig Jahre später verwüsteten es die angreifenden französischen Truppen des Marschall Biron. Mit dem Vertrag von Lyon gelangte Priay im Jahre 1601 schließlich an Frankreich.

### Bevölkerungsentwicklung
| Jahr                       | 1962 | 1968 | 1975 | 1982 | 1990 | 1999 | 2006 | 2012 | 2021 |
| -------------------------- | ---- | ---- | ---- | ---- | ---- | ---- | ---- | ---- | ---- |
| Einwohner                  | 709  | 710  | 771  | 787  | 948  | 1152 | 1399 | 1553 | 1764 |
| Quellen: Cassini und INSEE |      |      |      |      |      |      |      |      |      |

Mit 1803 Einwohnern (Stand 1. Januar 2022) gehört Priay zu den kleineren Gemeinden des Départements Ain. Nachdem die Einwohnerzahl im 19. Jahrhundert stabil bei rund 1000 gelegen hatte, sank sie in der ersten Hälfte des 20. Jahrhunderts auf den Tiefstand von 645 Einwohnern (1946). Seit 1990 wird eine stärkereBevölkerungszunahme verzeichnet. Die Ortsbewohner von Priay heißen auf Französisch Priaysien(ne)s.

## Wirtschaft und Infrastruktur
Priay war bis weit ins 20. Jahrhundert hinein ein vorwiegend durch die Landwirtschaft geprägtes Dorf. Neben wenigen verbliebenen Höfen gibt es heute verschiedene Betriebe des lokalen Kleingewerbes und mit Styl’Monde ein Unternehmen der plastikverarbeitenden Industrie mit etwa 70 Mitarbeitern. Mittlerweile hat sich das Dorf auch zu einer Wohngemeinde entwickelt. Viele Erwerbstätige sind Wegpendler, die in den größeren Ortschaften der Umgebung ihrer Arbeit nachgehen. Ein Campingplatz am Ufer des Ain bietet 125 Stellplätze.

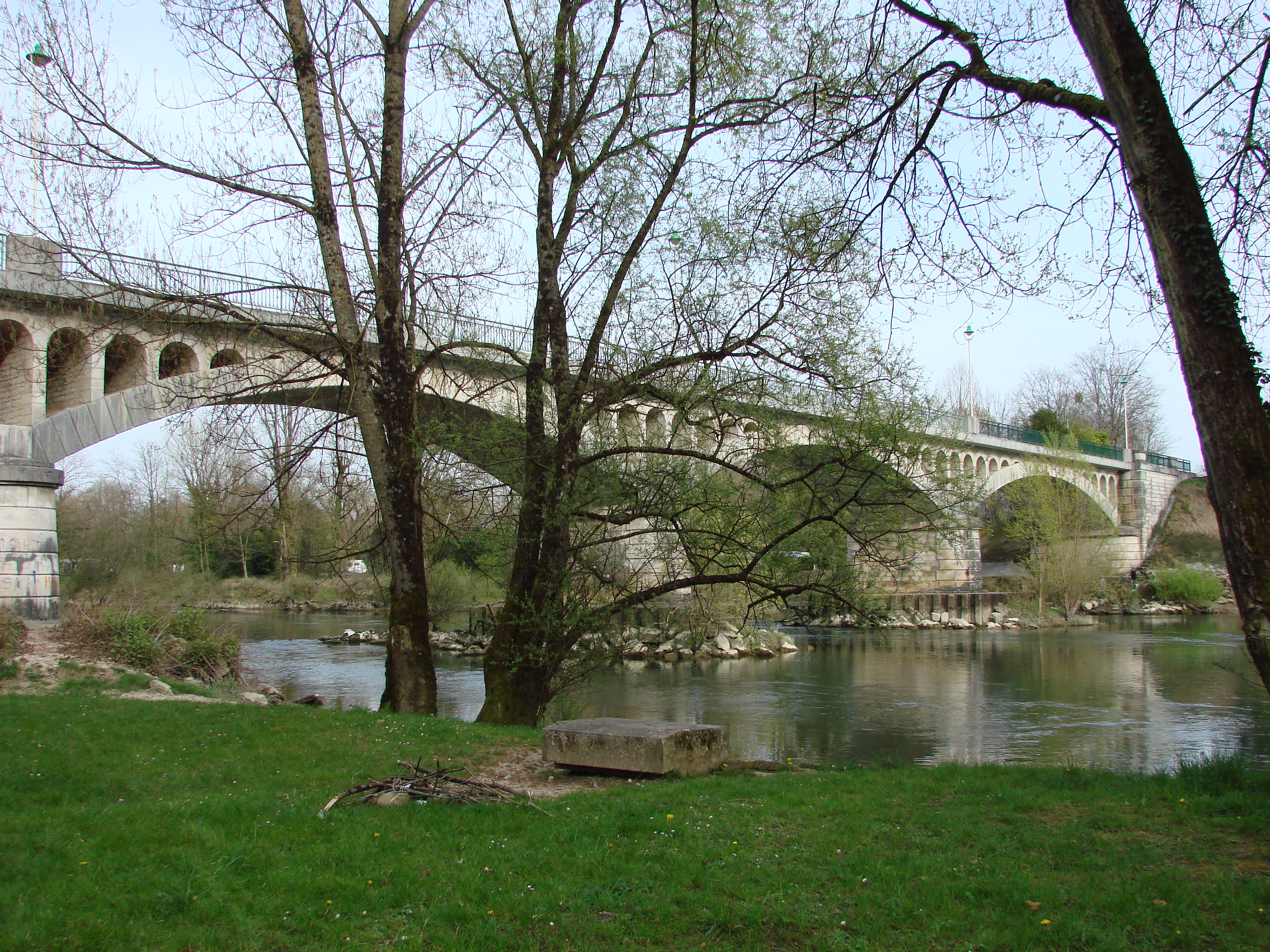
Die Ainbrücke von Priay

Die Ortschaft liegt an der Departementsstraße D984, die von Neuville-sur-Ain nach Pérouges führt und das rechte Ain-Ufer erschließt. Diese ehemalige N84 hat ihre Bedeutung als Durchgangsstraße an die am anderen Ufer verlaufende Autobahn und D1075 abgegeben. In Priay überquert eine Brücke den Ain. Der nächste Autobahnanschluss an die A42 befindet sich in rund 5 km Entfernung. Einige Kilometer östlich von Priay verläuft die Bahnstrecke Mâcon–Ambérieu, auf der die Züge des TER Rhône-Alpes verkehren und in dem 5 km entfernten Bahnhof Ambronay-Priay halten. Als Flughäfen in der Region kommen Lyon-St-Exupéry (50 km) und Genf (96 km) in Frage.

### Bildung
In Priay befindet sich eine staatliche école primaire (Grundschule mit eingegliederter Vorschule).